# Домб'є (Підкарпатське воєводство)
Домб'є (пол. Dąbie) — село в Польщі, у гміні Радомишль-Великий Мелецького повіту Підкарпатського воєводства.
Населення — 932 особи (2011).
У 1975-1998 роках село належало до Тарновського воєводства.

## Демографія
Демографічна структура станом на 31 березня 2011 року:
|          | Загалом | Допрацездатний вік | Працездатний вік | Постпрацездатний вік |
| -------- | ------- | ------------------ | ---------------- | -------------------- |
| Чоловіки | 482     | 109                | 313              | 60                   |
| Жінки    | 450     | 84                 | 274              | 92                   |
| Разом    | 932     | 193                | 587              | 152                  |